# バレンディオラ湖
バレンディオラ湖またはバレンディオラ貯水池（バスク語、Barrendiola urtegia）とは、スペイン・バスク州ギプスコア県を流れるウロラ川の支流である、バレンディオラ川（バスク語、Barrendiola Erreka）の流路上にダムを建設することによって作られた人工湖である。

## 地理
バレンディオラ湖は、ウロラ川の最上流域、ちょうどレガスピの町の一部であるブリンコラの集落が形成されている辺りで、ウロラ川へと合流してくる支流のバレンディオラ川の流路の途中に存在する。バレンディオラ湖の北にはアムチャンダ山があり、ちょうどこの山の真西に形成された集落がブリンコラである。バレンディオラ湖の周囲に存在する主要な山としては、湖の西にはアラトラ山が、湖の南東にはアルムニョ山やウリエタガニャ山が挙げられる。これらの山に囲まれた谷間に形成された人工湖がバレンディオラ湖である。したがって、バレンディオラ川が浸食してきたV字谷の一部が水没して湖となっており、この湖の主要な流入河川と主要な流出河川は共にバレンディオラ川である。

## 貯水池
バレンディオラ貯水池の貯水量は、約148万2000 m3である。この貯水池の水は、主にエスキオ・イチャショ、レガスピ、ウレチュ、スマラガの4自治体に供給されている。